# Alegeri parlamentare în Republica Moldova, 2021
Alegerile parlamentare anticipate din Republica Moldova au avut loc la data de 11 iulie 2021, după ce președinta Maia Sandu a dizolvat legislativul anterior la data de 28 aprilie 2021.

## Context

### Mandatul lui Igor Dodon (februarie 2019–decembrie 2020)

#### Guvernul Maiei Sandu (PSRM - ACUM)
Constituția Republicii Moldova impune formarea unui guvern în termen de trei luni de la proclamarea rezultatelor oficiale ale alegerilor parlamentare de către Curtea Constituțională. Rezultatele alegerilor din 24 februarie au fost confirmate pe 9 martie. La 8 iunie, un guvern de coaliție condus de Maia Sandu a fost format de Partidul Socialiștilor (PSRM) și blocul ACUM. Cu toate acestea, Partidul Democrat (PDM) a solicitat Curtea Supremă, susținând că guvernul nu a fost format la timp. Curtea a interpretat termenul limită de trei luni ca fiind de 90 de zile, ceea ce însemna că data limită a fost 7 iunie și a concluzionat că ar trebui organizate alegeri rapide. A doua zi, Curtea l-a suspendat pe președintele Igor Dodon (fost lider PSRM) de la exercitarea puterilor și atribuțiilor sale prezidențiale pentru că nu a dizolvat parlamentul și l-a numit pe fostul prim-ministru Pavel Filip al PDM ca președinte în exercițiu. Filip a emis ulterior un decret prin care se cerea alegeri anticipate pentru 6 septembrie.
Dodon și coaliția PSRM – ACUM au numit procesul ilegal. Guvernele Rusiei, Franței, Germaniei, Poloniei, Suediei și Regatului Unit au recunoscut toți noul cabinet Sandu drept guvern legitim. La 14 iunie Filip a demisionat și a permis guvernului PSRM – ACUM să preia funcția. Cu toate acestea, noul guvern a fost ulterior demis într-o moțiune de neîncredere în Parlament, la 12 noiembrie 2019, într-un litigiu privind un proiect de lege asumat de guvern pentru a delega o parte din puterile sale plenare primului ministru pentru a propune o listă scurtă cu candidații la funcția de procuror general.

#### Guvernul Ion Chicu (PSRM–PDM). Alegerile prezidențiale
Un alt nou guvern PSRM-PDM, condus de Ion Chicu, a fost format la 14 noiembrie 2019. Partidul Democrat a părăsit coaliția la 7 noiembrie 2020, în timpul alegerilor prezidențiale din Moldova din 2020, pentru a permite formarea unui nou guvern sub noul președinte. Cabinetul Chicu a rămas în funcție ca guvern minoritar, sprijinit de Partidul Șor, miniștrii PDM fiind înlocuiți de independenți. Fostul prim-ministru și liderul PAS (ACUM) Maia Sandu a fost ales președinte la 15 noiembrie 2020. Chicu a demisionat pe 23 decembrie, cu doar câteva ore înainte de moțiunea de cenzură înaintată de PAS. Alegerile parlamentare anticipate au fost promise atât de Maia Sandu, cât și de Igor Dodon, în campania electorală. 

### Mandatul Maiei Sandu (decembrie 2020–prezent)

#### Primele consultări. Tentativa de autodizolvare
Maia Sandu a chemat fracțiunile parlamentare la consultări privind desemnarea unei candidaturi la funcția de prim-ministru, în 28 decembrie 2020. În urma consultărilor, partidele s-au exprimat mai mult sau mai puțin în favoarea alegerilor parlamentare anticipate. Totodată, PAS a încercat la Curtea Constituțională să verifice legitimitatea unei eventuale proceduri de autodizolvare a Parlamentului, prin votul a două treimi din deputați. La 18 ianuarie, CC a declarat neconstituțională procedura.

#### Prima și a doua desemnare a Nataliei Gavrilița ca prim-ministru. Susținerea Marianei Durleșteanu
Pe 27 ianuarie, Maia Sandu a desemnat-o pe Natalia Gavrilița la funcția de premier. Ulterior, pe 11 februarie, Gavrilița a obținut zero voturi din partea Parlamentului. Concomitent, PSRM și Pentru Moldova au prezentat candidatura Marianei Durleșteanu, cât și o listă de semnături a 54 de deputați (PSRM, Pentru Moldova și independenți). Maia Sandu a desemnat-o repetat pe Gavrilița, iar Curtea Constituțională a decis că decretul este neconstituțional din cauză că deja a fost respinsă, iar majoritatea PSRM-Pentru Moldova nu este formalizată. Totuși, CC a îndemnat la reluarea dialogului între președinte și deputați, în vederea nominalizării unui nou guvern. Sandu a anunțat că nu mai intenționează să mai negocieze cu partidele politice în vederea unui nou guvern și nu va mai desemna vreun prim-ministru. Ea însăși a declarat "ori la alegeri anticipate, ori la referendum (pentru demitere)”.

#### Desemnarea lui Igor Grosu. Retragerea Marianei Durleșteanu
Pe 16 martie 2021, Maia Sandu a convocat forțele politice din Parlament pentru consultări privind depășirea crizei politice - majoritatea fracțiunilor parlamentare s-au pronunțat pentru alegeri parlamentare anticipate, după ce criza pandemică va fi rezolvată. În timpul ultimelor consultări, cu PSRM, și-a făcut apariția Igor Dodon, care nu este însă membru al Parlamentului. În același timp, Mariana Durleșteanu și-a retras candidatura, în urma unui mesaj postat pe rețelele de socializare, fapt ce i-a permis Maiei Sandu să vină cu propria propunere, respectiv Igor Grosu. După ce majoritatea parlamentară a părăsit ședința ordinară pe 25 martie, guvernul Grosu a fost respins. 

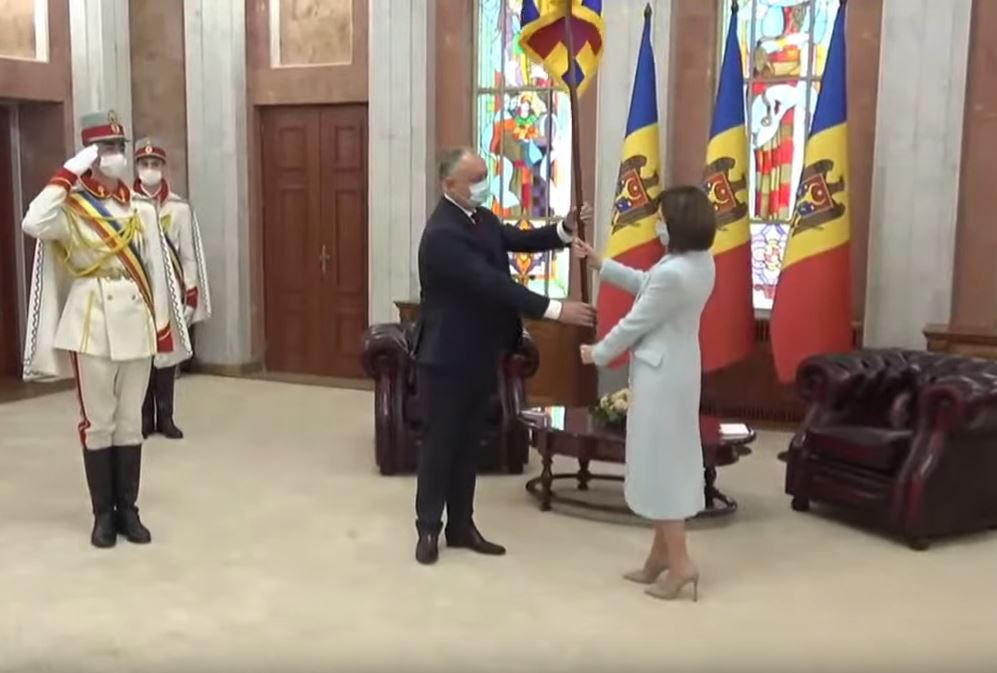
Transferul de putere între Igor Dodon și Maia Sandu. (24 decembrie 2020)

#### Întrunirea condițiilor constituționale de dizolvare a Parlamentului
Articolul 85 din Constituția Republicii Moldova prevede că există două posibilități de dizolvare a Parlamentului:
(1) În cazul imposibilității formării Guvernului sau al blocării procedurii de adoptare a legilor timp de 3 luni, Președintele Republicii Moldova, după consultarea fracțiunilor parlamentare, poate să dizolve Parlamentul.
(2) Parlamentul poate fi dizolvat, dacă nu a acceptat votul de încredere pentru formarea Guvernului, în termen de 45 de zile de la prima solicitare și numai după respingerea a cel puțin două solicitări de învestitură.
Articolul 1 a fost întrunit, deși Parlamentul totuși a avut ședințe între 23 decembrie 2020 și 23 martie 2021. Cu toate acestea, nu a fost votat un executiv, însă au fost înaintate trei candidaturi, dintre care una neconstituțională: Natalia Gavrilița (de două ori) și Igor Grosu. Articolul 2 a fost, de asemenea, întrunit, procedura de vot a Nataliei Gavrilița a avut loc la 11 februarie 2021, fapt ce a deschis termenul de 45 de zile, reprezentând prima tentativă, fiind completat de cel de-a doua tentativă, respectiv Igor Grosu, pe 25 martie. Cele 45 de zile au expirat la 28 martie 2021.
Maia Sandu a chemat fracțiunile parlamentare la consultări privind depășirea crizei politice, cât și pentru stabilirea alegerilor parlamentare anticipate. Pro Moldova, PD, PPDA și PAS au venit chiar vineri, 26 martie, în timp ce PSRM și Pentru Moldova nu s-au prezentat atunci, venind la consultări abia luni, 29 martie 2021. După epuizarea consultărilor, Maia Sandu a anunțat într-o conferință de presă că a sesizat Curtea Constituțională privind întrunirea condițiilor de dizolvare a Parlamentului.
Între timp, Parlamentul Republicii Moldova a votat, la 31 martie 2021, decretarea stării de urgență pe întreg teritoriul Republicii Moldova pentru 60 de zile, până la 30 mai 2021. Mai mulți deputați, respectiv cei ai PAS, PPDA și PDM, au semnalat faptul că starea de urgență reprezintă exact documentul din 2020, fără a preciza clar ce intenții are Guvernul în gestionarea crizei pandemice și, mai ales, fără a stabili o carantină națională. Deputații PSRM și Pentru Moldova au votat starea de urgență fără prea multe interpelări, contrar a ceea ce au declarat în urmă cu doar câteva săptămâni. Opoziția parlamentară, în special PAS, a considerat că prin lipsa unui plan concret se intenționează, de fapt, doar amânarea alegerilor anticipate. Conform Constituției Republicii Moldova, procedura de dizolvare ar putea să aibă loc imediat după expirarea stării de urgență, în speța dată, abia după 30 mai 2021. Partidul Acțiune și Solidaritate a anunțat că urmează să întreprindă acțiunile necesare privind constatarea decretului drept neconstituțional și pentru a demara mai repede alegerile parlamentare anticipate.
Conform legilor în vigoare, alegerile parlamentare se organizează într-un termen maxim de 90 de zile, dar după cel puțin 60 de zile, pentru a pregăti finanțarea scrutinului, înscrierea candidaților, cât și derularea campaniei electorale.
La data de 15 aprilie 2021, Curtea Constituțională a recunoscut întrunirea circumstanțelor dizolvării Parlamentului Republicii Moldova, din cei 5 judecători, trei votând pentru. Maia Sandu s-a prezentat personal la ședința CC pentru a-și susține punctul de vedere, fiind însoțită de Olesea Stamate, consiliera sa pe probleme de justiție. Partidul Acțiune și Solidaritate, Platforma Politică Dreptate și Adevăr, Partidul Democrat din Moldova, Partidul Pro Moldova, cât și Partidul Nostru, prin reprezentanții acestora au recunoscut decizia Curții Supreme drept validă, în timp ce Partidul Socialiștilor, prin Igor Dodon, s-a poziționat împotrivă, anunțând că urmează să fie întreprinse toate modalitățile juridice posibile pentru a bloca procesul. Cu toate acestea, decizia CC este incontestabilă.

#### Criza constituțională. Dizolvarea Parlamentului
În ședința Parlamentului Republicii Moldova din 23 aprilie 2021, PSRM și Partidul Șor au votat pentru anularea hotărârii din 2019 prin care Domnica Manole a fost investită judecătoare la Curtea Constituțională, cât și o altă hotărâre prin care li se cere demisia celor 3 judecători care au votat pentru dizolvare, respectiv Domnica Manole, Liuba Șova și Nicolae Roșca. Ca răspuns, Curtea Supremă a anunțat că hotărârea nu are efecte juridice și condamnă periclitarea statului de drept, imaginii Curții Constituționale și culturii constituționalismului din Republica Moldova. În aceeași seară, Curtea Constituțională a anunțat că a suspendat cele două hotărâri adoptate de Parlament.
La data de 28 aprilie 2021, Curtea Constituțională a declarat Hotărârea Parlamentului prin care a fost instituită starea de urgență neconstituțională în urma sesizărilor depuse de Octavian Țîcu (PUN), Sergiu Litvinenco și Veronica Roșca (PAS). La scurt timp după emiterea hotărârii Curții Constituționale, Maia Sandu a dizolvat Parlamentul și a stabilit data alegerilor anticipate la 11 iulie 2021. 

#### Parlamentul dizolvat
Parlamentul dizolvat rămâne în funcție până la investirea Parlamentului Republicii Moldova de Legislatura a XI-a, ceea ce se va întâmpla după 11 iulie 2021. Mandatele deputaților aleși în 2019 rămân în continuare valabile, Parlamentul se poate întruni în ședință, însă nu mai poate adopta modificări ale Constituției Republicii Moldova. Parlamentul Republicii Moldova nu s-a mai întâlnit vreodată în ședință de la momentul dizolvării Parlamentului de Legislatură a X-a, următoarele ședințe urmând să aibă loc privind constituirea Parlamentului de Legislatura a XI-a.

Grafic reprezentând configurația Parlamentului Republicii Moldova

## Distribuția mandatelor în Parlamentul Republicii Moldova înainte de alegeri
| Partid | Partid                                                            | Liderul partidului     | Lider din | Mandatul liderului                      | Alegerile parlamentare din 2019    | Alegerile parlamentare din 2019 | Mandate la momentul dizolvării |
| Partid | Partid                                                            | Liderul partidului     | Lider din | Mandatul liderului                      | % din voturi                       | Mandate                         | Mandate la momentul dizolvării |
| ------ | ----------------------------------------------------------------- | ---------------------- | --------- | --------------------------------------- | ---------------------------------- | ------------------------------- | ------------------------------ |
|        | Partidul Socialiștilor din Republica Moldova                      | Igor Dodon             | 2020      | –                                       | 31,15                              | 35                              | 37                             |
|        | Partidul Democrat din Moldova                                     | Pavel Filip            | 2019      | circumscripția nr. 20, Strășeni         | 23,62                              | 30                              | 10                             |
|        | Partidul Acțiune și Solidaritate                                  | Igor Grosu (interimar) | 2020      | circumscripția națională                | 26,84 (ACUM)                       | 26 (ACUM)                       | 14                             |
|        | Partidul Platforma Demnitate și Adevăr                            | Andrei Năstase         | 2015      | –                                       | 26,84 (ACUM)                       | 26 (ACUM)                       | 11                             |
|        | Partidul Șor (a aderat ulterior la Platforma Pentru Moldova)      | Ilan Șor               | 2019      | circumscripția nr. 18, Orhei            | 8,32                               | 7                               | 9                              |
|        | Partidul „Pro Moldova”                                            | Andrian Candu          | 2020      | circumscripția națională                | Nu a participat în alegeri         | –                               | 7                              |
|        | Deputați neafiliați (nu sunt membri ai fracțiunilor parlamentare) | –                      | –         | –                                       | –                                  | 3                               | 4                              |
|        | Platforma Pentru Moldova                                          | –                      | –         | –                                       | Nu a participat în alegeri         | –                               | 16 (9 ai Partidului Șor)       |
| \|     | Partidul Unității Naționale                                       | Octavian Țîcu          | 2019      | circumscripția națională                | 26,84 (ACUM)                       | 26 (ACUM)                       | 1                              |
|        | Partidul Popular din Republica Moldova                            | Alexandru Oleinic      | 2014      | circumscripția nr. 47, Stînga Nistrului | Nu a participat pe lista națională | 1                               | 1                              |

## Candidați
|                   | Concurent electoral                               | Abrevierea | Număr de candidați | Cap de listă                                                        | Statut      |
| ----------------- | ------------------------------------------------- | ---------- | ------------------ | ------------------------------------------------------------------- | ----------- |
| 1                 | Partidul „Acasă Construim Europa”                 | PACE       | 70                 | Alexandru Grumeza (vicepreședinte al PACE)                          | Înregistrat |
| 2                 | Partidul Acțiunii Comune – Congresul Civic        | CC         | 101                | Iurie Muntean (membru al Comitetului Executiv al CC)                | Înregistrat |
| 3                 | Blocul electoral „Renato Usatîi”                  | BERU       | 103                | Renato Usatîi (președinte al PN; primar al mun. Bălți)              | Înregistrat |
| 4                 | Partidul „Șor”                                    | PPȘ        | 101                | Ilan Șor (președinte al PPȘ; deputat în Parlamentul RM)             | Înregistrat |
| 5                 | Partidul Acțiune și Solidaritate                  | PAS        | 102                | Igor Grosu (președinte interimar al PAS; deputat în Parlamentul RM) | Înregistrat |
| 6                 | Blocul electoral al Comuniștilor și Socialiștilor | BECS       | 102                | Vladimir Voronin (președinte al PCRM)                               | Înregistrat |
| 7                 | Mișcarea Profesioniștilor „Speranța-Надежда”      | MPSN       | 53                 | Ilie Donică (membru al MPSN)                                        | Înregistrat |
| 8                 | Partidul Democrat din Moldova                     | PDM        | 103                | Pavel Filip (președinte al PDM; deputat în Parlamentul RM)          | Înregistrat |
| 9                 | Partidul Platforma Demnitate și Adevăr            | PPDA       | 101                | Andrei Năstase (președinte al PPDA; consilier municipal în CMC)     | Înregistrat |
| 10                | Partidul Unității Naționale                       | PUN        | 92                 | Octavian Țîcu (președinte al PUN; deputat în Parlamentul RM)        | Înregistrat |
| 11                | Partidul „Democrația Acasă”                       | PDA        | 101                | Vasile Costiuc (președinte al PDA)                                  | Înregistrat |
| 12                | Partidul „NOI”                                    | PPN        | 54                 | Vladimir Dachi (președinte al PPN)                                  | Înregistrat |
| 13                | Partidul Dezvoltării și Consolidării Moldovei     | PDCM       | 101                | Ion Chicu (președinte al PDCM)                                      | Înregistrat |
| 14                | Alianța pentru Unirea Românilor                   | AUR        | 103                | Victoria Grosu-Verdeș (coordonator al filialei AUR Italia)          | Înregistrat |
| 15                | Partidul Verde Ecologist                          | PVE        | 65                 | Olga Afanas (vicepreședinte al PVE)                                 | Înregistrat |
| 16                | Partidul Legii și Dreptății                       | PLD        | 56                 | Mariana Durleșteanu (ex-ministru al finanțelor al RM)               | Înregistrat |
| 17                | Partidul „Puterea Oamenilor"                      | PPO        | 57                 | Ruslan Codreanu (președinte al PPO)                                 | Înregistrat |
| 18                | Partidul Regiunilor din Moldova                   | PRM        | 93                 | Alexandr Kalinin (președinte al PRM)                                | Înregistrat |
| 19                | Partidul "Patrioții Moldovei"                     | PPM        | 55                 | Mihail Garbuz (președinte al PPM)                                   | Înregistrat |
| 20                | Partidul Oamenilor Muncii                         | POM        | 65                 | Serghei Toma (președinte al POM)                                    | Înregistrat |
| 21                | Partidul „Noua Opțiune Istorică"                  | NOI        | 53                 | Svetlana Chesari (președinte al NOI)                                | Înregistrat |
| 22                | Partidul Schimbării                               | PS         | 53                 | Ștefan Gligor (președinte al PS)                                    | Înregistrat |
| 23                | Veaceslav Valico                                  | CI         | 1                  | candidat independent                                                | Înregistrat |
| Sursa: alegeri.md |                                                   |            |                    |                                                                     |             |

## Sistem electoral
Cele 101 locuri în Parlament sunt alese prin reprezentare proporțională a listei de partid într-o singură circumscripție națională. O listă electorală poate conține 51-103 de candidați. Pragul electoral la nivel național variază în funcție de tipul listei; pentru partidele sau organizațiile unice este de 5%; pentru un bloc electoral de două sau mai multe partide este de 7%. Pentru candidații independenți, pragul este de 2%. 
Spre deosebire de alegerile parlamentare din 2019, viitorul scrutin nu va mai fi organizat pe principiul sistemului electoral mixt, votat de PDM în 2015. Revenirea la sistemul electoral pe baza reprezentativității proporționale în liste uninominale a fost votată în august 2019 de majoritatea PSRM-ACUM. Acest sistem a fost utilizat și înainte de alegerile parlamentare din 2019.
Așadar, partidele care se vor înscrie în cursa electorală vor prezenta o listă de candidați aspiranți la fotoliile de deputați în Parlament. Ultimul cuvânt îl are de spus Agenția Națională de Integritate, care verifică averea candidaților și analizează dacă există conflicte de interese. 
Lista națională ordonează în ordine crescătoare numele candidaților. În funcție de rezultatul partidelor, se distribuie un număr de mandate proporțional cu numărul de voturi. Singura condiție este ca partidul / blocul electoral / candidatul independent să depășească pragul electoral. 
Parlamentul Republicii Moldova este alcătuit din 101 deputați, ceea ce înseamnă că majoritatea necesară este de 50%+1 din voturi, respectiv 51 mandate. Dacă un partid reușește să acumuleze 51 de mandate, atunci formează guvernul. Dacă nu, atunci mai este nevoie de alte forțe politice pentru constituirea unei coaliții. Supermajoritatea parlamentară (sau majoritatea constituțională) reprezintă două treimi din Parlament, aceasta permițând modificarea Constituției sau demiterea Președintelui Republicii Moldova.

## Votarea
Comisia Electorală Centrală a Republicii Moldova a constituit 2142 de secții de votare, atât pe teritoriul controlat de autoritățile constituționale de la Chișinău, cât și în diasporă și Stânga Nistrului. 

### Votarea în Republica Moldova
Pe teritoriul Republicii Moldova (incluzând Transnistria) există 2003 secții de votare constituite pentru acest scrutin. Cele mai multe sunt deschise în Chișinău, circumscripția electorală Municipiul Chișinău nr. 1, având în total 304 (acoperind toate sectoarele și suburbiile capitalei).

### Secții de votare deschise în diasporă
Pentru alegerile parlamentare anticipate din 11 iulie, MAEIE a propus deschiderea a 210 de secții de votare în 38 de țări, cu 10mai multe decât la scrutinul prezidențial din 2020. Creșterea numărului secțiilor de votare a fost motivată de o majorare cu 39 940 a înregistrărilor prealabile depuse în anul 2021 și de o participare la vot fără precedent în străinătate de 263 200 de alegători în turul doi al prezidențialelor.
La ședința din 5 iunie 2021, proiectul inițial al Comisiei Electorale Centrale de a deschide 162 de secții de votare în străinătate a fost respins, fiind aprobată hotărârea care a menținut cele 139 de secții de votare deschise la alegerile prezidențiale din 2020.

## Sondaje de opinie
Graficul și tabelul manifestă intenția de vot rezultată în urma sondajelor, conform datelor de mai jos. În cadrul unor sondaje, este precizată și distribuția mandatelor. Datele de mai jos reflectă datele participanților hotărâți din sondaje, un număr mare din participanți la sondaje declarând că nu vor să răspundă sau că nu știu ce să răspundă. Majoritatea parlamentară este de 51 de mandate și poate fi acumulată de un singur partid sau de o coaliție formată între mai multe partide.

### Sondaje efectuate înainte de alegeri
|  | Graficele sunt indisponibile din cauza unor probleme tehnice. Mai multe informații se găsesc la Phabricator și la wiki-ul MediaWiki. |

| Realizatorul sondajului                    | Perioada desfășurării | Eșantion                                                   |                                                            |                                                            |                                                            |                                                            |                                                            | Partidul Șor                                               |                                                            |                                                            |                                                            | Alte partide                                               | Avantaj                                                    | Mandatele guvernării                                       |  |  |  |
| Realizatorul sondajului                    | Perioada desfășurării | Eșantion                                                   |                                                            |                                                            |                                                            |                                                            |                                                            | Partidul Șor                                               | Patria                                                     |                                                            |                                                            | Alte partide                                               | Avantaj                                                    | Mandatele guvernării                                       |  |  |  |
| ------------------------------------------ | --------------------- | ---------------------------------------------------------- | ---------------------------------------------------------- | ---------------------------------------------------------- | ---------------------------------------------------------- | ---------------------------------------------------------- | ---------------------------------------------------------- | ---------------------------------------------------------- | ---------------------------------------------------------- | ---------------------------------------------------------- | ---------------------------------------------------------- | ---------------------------------------------------------- | ---------------------------------------------------------- | ---------------------------------------------------------- |  |  |  |
| Realizatorul sondajului                    | Perioada desfășurării | Eșantion                                                   |                                                            |                                                            |                                                            |                                                            |                                                            |                                                            |                                                            |                                                            |                                                            |                                                            |                                                            |                                                            |  |  |  |
| Alegeri parlamentare 2021                  | 11 Iul 2021           | 1,477,574                                                  | 27.17 32                                                   | 27.17 32                                                   | 52.80 63                                                   | 2.33 0                                                     | 1.81 0                                                     | 5.74 6                                                     | 4.10 0                                                     | 4.10 0                                                     | 0.49 0                                                     | 5.56 0                                                     | 25.63                                                      | N/A                                                        |  |  |  |
|                                            |                       |                                                            |                                                            |                                                            |                                                            |                                                            |                                                            |                                                            |                                                            |                                                            |                                                            |                                                            |                                                            |                                                            |  |  |  |
| ASDM                                       | 21 Iun–2 Iul 2021     | 1,181                                                      | 37.1                                                       | 37.1                                                       | 37.4                                                       | 5.4                                                        | 1.3                                                        | 6.8                                                        | 5.5                                                        | 5.5                                                        | 1.9                                                        | 5.5                                                        | 0.3                                                        | N/A                                                        |  |  |  |
| CBS-AXA / IPN-EEfD                         | 20–30 Iun 2021        | 1,201                                                      | 30.5                                                       | 30.5                                                       | 50.9                                                       | 2.5                                                        | 1.0                                                        | 4.7                                                        | 5.2                                                        | 5.2                                                        | 0.5                                                        | 4.7                                                        | 20.5                                                       | N/A                                                        |  |  |  |
| BOP                                        | 12-27 Iun 2021        | 1,161                                                      | 32.5 34                                                    | 32.5 34                                                    | 43.5 55                                                    | 3.5 0                                                      | 1.7 0                                                      | 7.8 12                                                     | 5.9 0                                                      | 5.9 0                                                      | 1.7 0                                                      | 3.2 0                                                      | 11.0 0                                                     | 34                                                         |  |  |  |
| ASDM                                       | 10–20 Iun 2021        | 1,167                                                      | 36.5                                                       | 36.5                                                       | 38.5                                                       | 4.4                                                        | 1.4                                                        | 6.9                                                        | 5.2                                                        | 5.2                                                        | 1.5                                                        | 6.7                                                        | 1.8                                                        | N/A                                                        |  |  |  |
| CBS-AXA / IPN-EEfD                         | 12–19 Iun 2021        | 1,104                                                      | 28.0                                                       | 28.0                                                       | 49.8                                                       | 1.8                                                        | 1.0                                                        | 4.7                                                        | 6.3                                                        | 6.3                                                        | 1.7                                                        | 5.6                                                        | 21.8                                                       | N/A                                                        |  |  |  |
| CBS-AXA / IPN-EEfD                         | 2–8 Iun 2021          | 1,154                                                      | 32.5                                                       | 32.5                                                       | 50.5                                                       | 2.0                                                        | 0.8                                                        | 5.1                                                        | 5.0                                                        | 5.0                                                        | 0.9                                                        | 3.2                                                        | 18.0                                                       | N/A                                                        |  |  |  |
| ASDM                                       | 24 Mai–5 Iun 2021     | 1,179                                                      | 36.1                                                       | 36.1                                                       | 36.5                                                       | 4.4                                                        | 2.2                                                        | 7.3                                                        | 4.8                                                        | 4.8                                                        | 1.2                                                        | 7.3                                                        | 0.4                                                        | N/A                                                        |  |  |  |
| RDI                                        | 21–28 Mai 2021        | 1,206                                                      | 35.4                                                       | 35.4                                                       | 37.6                                                       | 3.8                                                        | 2.3                                                        | 8.7                                                        | 4.2                                                        | 4.2                                                        | 2.1                                                        | 2.3                                                        | 2.2                                                        | N/A                                                        |  |  |  |
| iData                                      | 19–28 Mai 2021        | 1,227                                                      | 33.4                                                       | 33.4                                                       | 39.1                                                       | 3.5                                                        | 1.5                                                        | 10.1                                                       | 4.9                                                        | 4.9                                                        | 4.8                                                        | 3.0                                                        | 5.7                                                        | N/A                                                        |  |  |  |
| ASDM                                       | 14–22 Mai 2021        | 1,185                                                      | 35.8                                                       | 35.8                                                       | 37.0                                                       | 3.3                                                        | 2.5                                                        | 7.6                                                        | 4.4                                                        | 4.4                                                        | 0.6                                                        | 8.7                                                        | 1.2                                                        | N/A                                                        |  |  |  |
|                                            | 28 Apr 2021           | Președintele Maia Sandu a dizolvat Parlamentul             | Președintele Maia Sandu a dizolvat Parlamentul             | Președintele Maia Sandu a dizolvat Parlamentul             | Președintele Maia Sandu a dizolvat Parlamentul             | Președintele Maia Sandu a dizolvat Parlamentul             | Președintele Maia Sandu a dizolvat Parlamentul             | Președintele Maia Sandu a dizolvat Parlamentul             | Președintele Maia Sandu a dizolvat Parlamentul             | Președintele Maia Sandu a dizolvat Parlamentul             | Președintele Maia Sandu a dizolvat Parlamentul             | Președintele Maia Sandu a dizolvat Parlamentul             | Președintele Maia Sandu a dizolvat Parlamentul             | Președintele Maia Sandu a dizolvat Parlamentul             |  |  |  |
| ASDM                                       | 8–20 Apr 2021         | 1,187                                                      | 37.6 44                                                    | 1.8 0                                                      | 39.7 46                                                    | 3.2 0                                                      | N/A                                                        | 10.0 11                                                    | 3.7 0                                                      | N/A                                                        | N/A                                                        | 3.9 0                                                      | 2.1                                                        | 44                                                         |  |  |  |
| iData                                      | 20–31 Mar 2021        | 1,314                                                      | 33.9                                                       | 2.2                                                        | 41.3                                                       | 4.2                                                        | 1.2                                                        | 9.2                                                        | 4.9                                                        | N/A                                                        | N/A                                                        | 3.0                                                        | 7.4                                                        | N/A                                                        |  |  |  |
| IMAS                                       | 9–23 Mar 2021         | 1,115                                                      | 32.7                                                       | 4.8                                                        | 42.5                                                       | 2.0                                                        | 2.7                                                        | 7.1                                                        | 4.3                                                        | N/A                                                        | N/A                                                        | 3.9                                                        | 9.8                                                        | N/A                                                        |  |  |  |
| IRI                                        | 9 Feb - 16 Mar 2021   | 2,001                                                      | 24                                                         | 4                                                          | 42                                                         | 6                                                          | 3                                                          | 6                                                          | 8                                                          | N/A                                                        | N/A                                                        | 6                                                          | 18                                                         | N/A                                                        |  |  |  |
| iData                                      | 19 Jan - 27 Feb 2021  | 1,252                                                      | 32.7 36                                                    | 1.4 0                                                      | 43.1 48                                                    | 5.2 6                                                      | 0.7 0                                                      | 10.0 11                                                    | 3.3 0                                                      | N/A                                                        | N/A                                                        | 2.9 0                                                      | 10.4                                                       | 36                                                         |  |  |  |
| ASDM                                       | 12–20 Feb 2021        | 1,191                                                      | 32.7                                                       | 3.9                                                        | 36.0                                                       | 4.2                                                        | 2.4                                                        | 9.7                                                        | 7.4                                                        | N/A                                                        | N/A                                                        | 3.5                                                        | 3.3                                                        | N/A                                                        |  |  |  |
| Intellect                                  | 9–16 Feb 2021         | 1,103                                                      | 31.8 35                                                    | 2.5 0                                                      | 35.4 39                                                    | 3.4 0                                                      | 5.4 6                                                      | 8.9 10                                                     | 9.9 11                                                     | N/A                                                        | N/A                                                        | 2.7 0                                                      | 3.6 4                                                      | 35                                                         |  |  |  |
| BOP                                        | 28 Jan–14 Feb 2021    | 1,108                                                      | 26.6                                                       | 3.3                                                        | 48.6                                                       | 2.8                                                        | 0.8                                                        | 8.7                                                        | 6.2                                                        | N/A                                                        | N/A                                                        | 3.0                                                        | 22.0                                                       | N/A                                                        |  |  |  |
| iData                                      | 15–31 Jan 2021        | 1,264                                                      | 32.8 38                                                    | 3.3 0                                                      | 38.0 44                                                    | 4.9 0                                                      | 0.9 0                                                      | 10.8 13                                                    | 5.0 6                                                      | N/A                                                        | N/A                                                        | 4.3 0                                                      | 5.2 6                                                      | 38                                                         |  |  |  |
| ASDM                                       | 8–23 Jan 2021         | 1,153                                                      | 33.2                                                       | 2.9                                                        | 33.9                                                       | 4.4                                                        | 1.1                                                        | 12.9                                                       | 7.5                                                        | N/A                                                        | N/A                                                        | 4.0                                                        | 0.7                                                        | N/A                                                        |  |  |  |
| iData                                      | 11–14 Dec 2020        | 1,043                                                      | 32.8 36                                                    | 3.2 0                                                      | 37.4 41                                                    | 2.0 0                                                      | 0.5 0                                                      | 13.3 15                                                    | 8.0 9                                                      | N/A                                                        | N/A                                                        | 2.7 0                                                      | 4.6 5                                                      | 36                                                         |  |  |  |
|                                            | 15 Nov 2020           | Lidera PAS, Maia Sandu, a câștigat alegerile prezidențiale | Lidera PAS, Maia Sandu, a câștigat alegerile prezidențiale | Lidera PAS, Maia Sandu, a câștigat alegerile prezidențiale | Lidera PAS, Maia Sandu, a câștigat alegerile prezidențiale | Lidera PAS, Maia Sandu, a câștigat alegerile prezidențiale | Lidera PAS, Maia Sandu, a câștigat alegerile prezidențiale | Lidera PAS, Maia Sandu, a câștigat alegerile prezidențiale | Lidera PAS, Maia Sandu, a câștigat alegerile prezidențiale | Lidera PAS, Maia Sandu, a câștigat alegerile prezidențiale | Lidera PAS, Maia Sandu, a câștigat alegerile prezidențiale | Lidera PAS, Maia Sandu, a câștigat alegerile prezidențiale | Lidera PAS, Maia Sandu, a câștigat alegerile prezidențiale | Lidera PAS, Maia Sandu, a câștigat alegerile prezidențiale |  |  |  |
|                                            | 7 Nov 2020            | Partidul Democrat se retrage de la guvernare.              | Partidul Democrat se retrage de la guvernare.              | Partidul Democrat se retrage de la guvernare.              | Partidul Democrat se retrage de la guvernare.              | Partidul Democrat se retrage de la guvernare.              | Partidul Democrat se retrage de la guvernare.              | Partidul Democrat se retrage de la guvernare.              | Partidul Democrat se retrage de la guvernare.              | Partidul Democrat se retrage de la guvernare.              | Partidul Democrat se retrage de la guvernare.              | Partidul Democrat se retrage de la guvernare.              | Partidul Democrat se retrage de la guvernare.              | Partidul Democrat se retrage de la guvernare.              |  |  |  |
| iData                                      | 4–7 Nov 2020          | 1,070                                                      | 35.7 40                                                    | 1.7 0                                                      | 32.1 36                                                    | 2.0 0                                                      | 1.9 0                                                      | 10.0 11                                                    | 12.2 14                                                    | N/A                                                        | N/A                                                        | 4.4 0                                                      | 3.6 4                                                      | 40                                                         |  |  |  |
| ASDM                                       | 2–7 Nov 2020          | 1,177                                                      | 41.5                                                       | 2.2                                                        | 23.1                                                       | 6.0                                                        | 3.3                                                        | 10.7                                                       | 10.4                                                       | N/A                                                        | N/A                                                        | 2.7                                                        | 18.4                                                       | N/A                                                        |  |  |  |
| Alegerile prezidențiale din 2020 (Turul 1) | 1 Nov 2020            | 1,348,707                                                  | 32.6                                                       | N/A                                                        | 36.2                                                       | 3.3                                                        | N/A                                                        | 6.5                                                        | 16.9                                                       | N/A                                                        | N/A                                                        | 4.6                                                        | 3.6                                                        | N/A                                                        |  |  |  |
| FOP                                        | 17–24 Oct 2020        | 2,171                                                      | 41.7                                                       | 0.3                                                        | 33.0                                                       | 7.3                                                        | 0.6                                                        | 5.5                                                        | 9.3                                                        | N/A                                                        | N/A                                                        | 2.3                                                        | 8.7                                                        | N/A                                                        |  |  |  |
| iData                                      | 14–24 Oct 2020        | 1,231                                                      | 34.8 40                                                    | 1.9 0                                                      | 27.9 32                                                    | 4.6 0                                                      | 1.5 0                                                      | 12.7 15                                                    | 12.6 14                                                    | N/A                                                        | N/A                                                        | 3.9 0                                                      | 6.9 8                                                      | 40                                                         |  |  |  |
| ASDM                                       | 11–20 Oct 2020        | 1,183                                                      | 40.9                                                       | 2.0                                                        | 22.8                                                       | 6.8                                                        | 3.1                                                        | 11.3                                                       | 10.2                                                       | N/A                                                        | N/A                                                        | 2.8                                                        | 18.1                                                       | N/A                                                        |  |  |  |
| BOP                                        | 8–20 Oct 2020         | 1,200                                                      | 35.0                                                       | 1.3                                                        | 29.6                                                       | 2.7                                                        | 1.0                                                        | 9.7                                                        | 16.1                                                       | N/A                                                        | N/A                                                        | 4.7                                                        | 5.4                                                        | N/A                                                        |  |  |  |
| CBS-AXA                                    | 10–17 Oct 2020        | 1,001                                                      | 34.0                                                       | 1.8                                                        | 31.2                                                       | 2.6                                                        | 1.7                                                        | 6.3                                                        | 10.3                                                       | N/A                                                        | N/A                                                        | 12.0                                                       | 2.8                                                        | N/A                                                        |  |  |  |
| Intellect                                  | 2–9 Oct 2020          | 1,453                                                      | 39.9 44                                                    | 2.7 0                                                      | 24.5 27                                                    | 5.3 6                                                      | 3.3 0                                                      | 11.9 13                                                    | 9.9 11                                                     | N/A                                                        | N/A                                                        | 2.5 0                                                      | 15.4 17                                                    | 44                                                         |  |  |  |
| ASDM                                       | 26 Sep–8 Oct 2020     | 1,167                                                      | 39.7                                                       | 2.3                                                        | 22.3                                                       | 6.1                                                        | 3.8                                                        | 10.8                                                       | 10.4                                                       | N/A                                                        | N/A                                                        | 4.3                                                        | 17.4                                                       | N/A                                                        |  |  |  |
| iData                                      | 30 Sep–5 Oct 2020     | 1,218                                                      | 35.2 41                                                    | 1.9 0                                                      | 28.2 33                                                    | 4.8 0                                                      | 2.8 0                                                      | 11.8 14                                                    | 11.6 13                                                    | N/A                                                        | N/A                                                        | 3.7 0                                                      | 7.0 8                                                      | 41                                                         |  |  |  |
| ASDM                                       | 6–22 Sep 2020         | 1,189                                                      | 37.6                                                       | 3.0                                                        | 22.5                                                       | 7.7                                                        | 4.7                                                        | 10.4                                                       | 10.0                                                       | N/A                                                        | N/A                                                        | 4.1                                                        | 15.1                                                       | N/A                                                        |  |  |  |
| Intellect                                  | 24 Aug–2 Sep 2020     | 1,213                                                      | 35.5 44                                                    | 4.8 0                                                      | 24.0 29                                                    | 2.5 0                                                      | 2.1 0                                                      | 13.0 15                                                    | 11.0 13                                                    | N/A                                                        | N/A                                                        | 7.1 0                                                      | 11.5 15                                                    | 44                                                         |  |  |  |
| iData                                      | 25–27 Aug 2020        | 1,177                                                      | 37.1 45                                                    | 5                                                          | 26.3 32                                                    | 4.7 0                                                      | 2.1 0                                                      | 10.3 12                                                    | 9.8 12                                                     | N/A                                                        | N/A                                                        | 5.1 0                                                      | 10.8 13                                                    | 45                                                         |  |  |  |
| IRI                                        | 16 Jul–23 Aug 2020    | 2,017                                                      | 29                                                         | 4.3                                                        | 28                                                         | 5                                                          | 5                                                          | 10                                                         | 7                                                          | N/A                                                        | N/A                                                        | 10                                                         | 1                                                          | N/A                                                        |  |  |  |
| ASDM                                       | 5–20 Aug 2020         | 1,191                                                      | 39.3                                                       | 7.2 7                                                      | 26.8                                                       | 4.9                                                        | 5.2                                                        | 8.4                                                        | 6.9                                                        | N/A                                                        | N/A                                                        | 4.0                                                        | 12.5                                                       | N/A                                                        |  |  |  |
| Intellect                                  | 23–27 Jul 2020        | 1,072                                                      | 30.4 37                                                    | 2.2                                                        | 22.6 27                                                    | 4.4 0                                                      | 3.9 0                                                      | 13.4 16                                                    | 10.1 12                                                    | N/A                                                        | N/A                                                        | 8.1 0                                                      | 7.8 10                                                     | 37                                                         |  |  |  |
| iData                                      | 23–26 Jul 2020        | 1,214                                                      | 36.9 43                                                    | 2.0                                                        | 30.5 36                                                    | 5.4 6                                                      | 5.3 6                                                      | 8.5 10                                                     | 4.8 0                                                      | N/A                                                        | N/A                                                        | 5.9 0                                                      | 6.4 7                                                      | 49                                                         |  |  |  |
| ASDM                                       | 14–24 Jul 2020        | 921                                                        | 43.5                                                       | 5.6                                                        | 27.9                                                       | 4.2                                                        | 5.0                                                        | 6.5                                                        | 5.6                                                        | N/A                                                        | N/A                                                        | 3.7                                                        | 15.6                                                       | N/A                                                        |  |  |  |
| Intellect                                  | 2–9 Jul 2020          | 1,172                                                      | 33.9 36                                                    | 4.9                                                        | 27.8 29                                                    | 5.5 6                                                      | 3.6 0                                                      | 11.0 12                                                    | 10.1 11                                                    | N/A                                                        | N/A                                                        | 1.2 0                                                      | 6.0 7                                                      | 36                                                         |  |  |  |
| iData                                      | 20 Jun–4 Jul 2020     | 1,511                                                      | 35.3                                                       | 1.7 0                                                      | 30.4                                                       | 8.3                                                        | 3.8                                                        | 9.3                                                        | 5.8                                                        | N/A                                                        | N/A                                                        | 4.8                                                        | 4.9                                                        | N/A                                                        |  |  |  |
| ASDM                                       | 20–27 Jun 2020        | 1,127                                                      | 48.7                                                       | 5.3                                                        | 26.9                                                       | 7.0                                                        | 3.9                                                        | 2.3                                                        | 6.1                                                        | N/A                                                        | N/A                                                        | 1.8                                                        | 21.8                                                       | N/A                                                        |  |  |  |
| IMAS                                       | 14–27 Jun 2020        | 1,105                                                      | 35.7                                                       | 5.6                                                        | 25.6                                                       | 3.6                                                        | 4.7                                                        | 11.6                                                       | 7.7                                                        | N/A                                                        | N/A                                                        | 5.5                                                        | 10.1                                                       | N/A                                                        |  |  |  |
| BOP                                        | 13–23 Jun 2020        | 1,200                                                      | 34.0                                                       | 4.9                                                        | 33.9                                                       | 3.8                                                        | 5.2                                                        | 7.4                                                        | 5.4                                                        | N/A                                                        | N/A                                                        | 5.4                                                        | 0.1                                                        | N/A                                                        |  |  |  |
| FOP                                        | 23–31 May 2020        | 1,767                                                      | 46.3 55                                                    | 1.7 0                                                      | 30.9 37                                                    | 7.5 9                                                      | 3.0 0                                                      | 3.1 0                                                      | 4.6 0                                                      | N/A                                                        | N/A                                                        | 2.7 0                                                      | 15.4 18                                                    | 55                                                         |  |  |  |
| CBS-AXA                                    | 5–11 May 2020         | 1,003                                                      | 29.8                                                       | 5.3                                                        | 29.1                                                       | 6.1                                                        | 11.4                                                       | 2.9                                                        | 6.1                                                        | N/A                                                        | N/A                                                        | 9.2                                                        | 0.7                                                        | N/A                                                        |  |  |  |
| ASDM                                       | 1–7 May 2020          | 1,141                                                      | 48.6                                                       | 2.6                                                        | 21.9                                                       | 7.4                                                        | 8.7                                                        | 2.1                                                        | 4.4                                                        | N/A                                                        | N/A                                                        | 1.7                                                        | 26.7                                                       | N/A                                                        |  |  |  |
| iData                                      | 26 Apr–4 May 2020     | 931                                                        | 48.1                                                       | 3.3                                                        | 22.7                                                       | 6.8                                                        | 8.2                                                        | 3.7                                                        | 6.8                                                        | N/A                                                        | N/A                                                        | 6.2                                                        | 25.4                                                       | N/A                                                        |  |  |  |
| CBS-AXA                                    | 31 Mar–12 Apr 2020    | 1,004                                                      | 41.6 52                                                    | 6.8 6                                                      | 21.2 26                                                    | 5.0 6                                                      | 7.8 10                                                     | 4.5 0                                                      | 2.8 0                                                      | N/A                                                        | N/A                                                        | 9.6 0                                                      | 25.4 26                                                    | 62                                                         |  |  |  |
| iData                                      | 30 Mar–4 Apr 2020     | 1010                                                       | 50.3                                                       | 3.9                                                        | 21.3                                                       | 9.3                                                        | 8.7                                                        | 1.8                                                        | 2.1                                                        | N/A                                                        | N/A                                                        | 2.5                                                        | 29.0                                                       | N/A                                                        |  |  |  |
| iData                                      | 13–15 Mar 2020        | 326                                                        | 43.9                                                       | 7.2                                                        | 27.6                                                       | 10.0                                                       | 4.1                                                        | 3.3                                                        | 1.2                                                        | N/A                                                        | N/A                                                        | 2.7                                                        | 16.3                                                       | N/A                                                        |  |  |  |
| FOP                                        | 22 Feb–7 Mar 2020     | 1,798                                                      | 47.6                                                       | 2.0                                                        | 28.7                                                       | 6.3                                                        | 4.7                                                        | 3.9                                                        | 3.4                                                        | N/A                                                        | N/A                                                        | 3.4                                                        | 19.9                                                       | N/A                                                        |  |  |  |
| IMAS                                       | 7–19 Feb 2020         | 905                                                        | 42.1                                                       | 5.4                                                        | 27.9                                                       | 2.0                                                        | 9.3                                                        | 6.0                                                        | 2.7                                                        | N/A                                                        | N/A                                                        | 4.2                                                        | 14.2                                                       | N/A                                                        |  |  |  |
| ASDM                                       | 10–16 Feb 2020        | 1,173                                                      | 45.1                                                       | 4.7                                                        | 19.7                                                       | 5.6                                                        | 11.8                                                       | 4.2                                                        | 3.7                                                        | N/A                                                        | N/A                                                        | 2.0                                                        | 25.4                                                       | N/A                                                        |  |  |  |
| Intellect                                  | 16–23 Jan 2020        | 1,134                                                      | 40.6 51                                                    | 3.4 0                                                      | 27.9 36                                                    | 4.1 0                                                      | 10.7 11                                                    | 4.8 0                                                      | 3.5 0                                                      | N/A                                                        | N/A                                                        | 5.0 0                                                      | 8.6 15                                                     | 62                                                         |  |  |  |
| ASDM                                       | 2–13 Jan 2020         | 1,189                                                      | 44.0                                                       | 5.8                                                        | 21.4                                                       | 6.3                                                        | 10.0                                                       | 4.8                                                        | 3.0                                                        | N/A                                                        | N/A                                                        | 4.7                                                        | 22.6                                                       | N/A                                                        |  |  |  |
| BOP                                        | 7–23 Dec 2019         | 1,187                                                      | 40.3                                                       | 4.2                                                        | 25.5                                                       | 4.8                                                        | 10.8                                                       | 4.2                                                        | 3.6                                                        | N/A                                                        | N/A                                                        | 7.3                                                        | 14.8                                                       | N/A                                                        |  |  |  |
| IMAS                                       | 2–14 Dec 2019         | 1,090                                                      | 38.3                                                       | 6.0                                                        | 27.0                                                       | 2.0                                                        | 13.5                                                       | 5.0                                                        | 4.5                                                        | N/A                                                        | N/A                                                        | 3.6                                                        | 11.3                                                       | N/A                                                        |  |  |  |
| IRI                                        | 16 Nov–8 Dec 2019     | 1,204                                                      | 38                                                         | 4                                                          | 27                                                         | 4                                                          | 13                                                         | 5                                                          | 4                                                          | N/A                                                        | N/A                                                        | 5                                                          | 11                                                         | N/A                                                        |  |  |  |
| FOP                                        | 23–30 Nov 2019        | 1,201                                                      | 48.0                                                       | 2.6                                                        | 30.0                                                       | 6.4                                                        | 7.0                                                        | 1.9                                                        | 3.0                                                        | N/A                                                        | N/A                                                        | 1.1                                                        | 18.0                                                       | N/A                                                        |  |  |  |
|                                            | 14 Nov 2019           | Guvernul Ion Chicu a fost investit de PSRM și PDM          | Guvernul Ion Chicu a fost investit de PSRM și PDM          | Guvernul Ion Chicu a fost investit de PSRM și PDM          | Guvernul Ion Chicu a fost investit de PSRM și PDM          | Guvernul Ion Chicu a fost investit de PSRM și PDM          | Guvernul Ion Chicu a fost investit de PSRM și PDM          | Guvernul Ion Chicu a fost investit de PSRM și PDM          | Guvernul Ion Chicu a fost investit de PSRM și PDM          | Guvernul Ion Chicu a fost investit de PSRM și PDM          | Guvernul Ion Chicu a fost investit de PSRM și PDM          | Guvernul Ion Chicu a fost investit de PSRM și PDM          | Guvernul Ion Chicu a fost investit de PSRM și PDM          | Guvernul Ion Chicu a fost investit de PSRM și PDM          |  |  |  |
| Alegerile locale din 2019 (Turul 1)        | 20 Oct 2019           | 1,173,834                                                  | 27.1                                                       | 3.8                                                        | 23.5                                                       | 23.5                                                       | 16.5                                                       | 6.5                                                        | 4.5                                                        | N/A                                                        | N/A                                                        | N/A                                                        | 3.6                                                        | N/A                                                        |  |  |  |
| IMAS                                       | 7–22 Sep 2019         | 1,500                                                      | 43.7                                                       | 4.9                                                        | 25.1                                                       | 4.3                                                        | 11.4                                                       | 5.3                                                        | N/A                                                        | N/A                                                        | N/A                                                        | 5.3                                                        | 18.6                                                       | N/A                                                        |  |  |  |
| ASDM                                       | 11–20 Sep 2019        | 1,189                                                      | 42.9                                                       | 3.6                                                        | 22.6                                                       | 10.0                                                       | 9.4                                                        | 3.0                                                        | 4.5                                                        | N/A                                                        | N/A                                                        | N/A                                                        | 20.3                                                       | N/A                                                        |  |  |  |
| CBS-AXA                                    | 2–14 Aug 2019         | 1,106                                                      | 41.9 50                                                    | 3.7 0                                                      | 27.3 33                                                    | 8.7 10                                                     | 6.7 8                                                      | 4.6 0                                                      | 3.0 0                                                      | N/A                                                        | N/A                                                        | 4.3 0                                                      | 14.6 17                                                    | 93                                                         |  |  |  |
| iData                                      | 17–28 Jul 2019        | 1,825                                                      | 41.9 48                                                    | 3.4 0                                                      | 29.3 34                                                    | 8.2 10                                                     | 8.1 9                                                      | 3.0 0                                                      | 1.6 0                                                      | N/A                                                        | N/A                                                        | 4.5 0                                                      | 12.6 14                                                    | 92                                                         |  |  |  |
| ASDM                                       | 11–22 Jun 2019        | 1,191                                                      | 44.7                                                       | 3.3                                                        | 34.1                                                       | 34.1                                                       | 7.6                                                        | 5.0                                                        | 2.3                                                        | N/A                                                        | N/A                                                        | 1.0                                                        | 10.6                                                       | N/A                                                        |  |  |  |
| iData                                      | 12–13 Jun 2019        | 720                                                        | 39.8                                                       | 2.8                                                        | 32.7                                                       | 32.7                                                       | 11.3                                                       | 6.3                                                        | 1.7                                                        | N/A                                                        | N/A                                                        | 5.4                                                        | 7.1                                                        | N/A                                                        |  |  |  |
|                                            | 8 Jun 2019            | Guvernul Maia Sandu a fost investit de PSRM și ACUM        | Guvernul Maia Sandu a fost investit de PSRM și ACUM        | Guvernul Maia Sandu a fost investit de PSRM și ACUM        | Guvernul Maia Sandu a fost investit de PSRM și ACUM        | Guvernul Maia Sandu a fost investit de PSRM și ACUM        | Guvernul Maia Sandu a fost investit de PSRM și ACUM        | Guvernul Maia Sandu a fost investit de PSRM și ACUM        | Guvernul Maia Sandu a fost investit de PSRM și ACUM        | Guvernul Maia Sandu a fost investit de PSRM și ACUM        | Guvernul Maia Sandu a fost investit de PSRM și ACUM        | Guvernul Maia Sandu a fost investit de PSRM și ACUM        | Guvernul Maia Sandu a fost investit de PSRM și ACUM        | Guvernul Maia Sandu a fost investit de PSRM și ACUM        |  |  |  |
|                                            | 7–15 Jun 2019         | Criza constituțională din 2019                             | Criza constituțională din 2019                             | Criza constituțională din 2019                             | Criza constituțională din 2019                             | Criza constituțională din 2019                             | Criza constituțională din 2019                             | Criza constituțională din 2019                             | Criza constituțională din 2019                             | Criza constituțională din 2019                             | Criza constituțională din 2019                             | Criza constituțională din 2019                             | Criza constituțională din 2019                             | Criza constituțională din 2019                             |  |  |  |
| ASDM                                       | 1–10 May 2019         | 1,189                                                      | 38.4                                                       | 3.1                                                        | 23.5                                                       | 23.5                                                       | 23.8                                                       | 5.8                                                        | 1.8                                                        | N/A                                                        | N/A                                                        | 1.1                                                        | 14.6                                                       | –                                                          |  |  |  |
| IMAS                                       | 17 Mar–5 Apr 2019     | 1,110                                                      | 34.8                                                       | 2.7                                                        | 27.1                                                       | 27.1                                                       | 26.8                                                       | 6.1                                                        | 1.3                                                        | N/A                                                        | N/A                                                        | 1.3                                                        | 7.7                                                        | –                                                          |  |  |  |
|                                            |                       |                                                            |                                                            |                                                            |                                                            |                                                            |                                                            |                                                            |                                                            |                                                            |                                                            |                                                            |                                                            |                                                            |  |  |  |
| Alegerile parlamentare din 2019            | 24 Feb 2019           | 1,416,359                                                  | 31.2 35                                                    | 3.8 0                                                      | 26.9 26                                                    | 26.9 26                                                    | 23.6 30                                                    | 8.3 7                                                      | 3.0 0                                                      | 0.1 0                                                      | N/A                                                        | 3.4 0                                                      | 4.3 5                                                      | –                                                          |  |  |  |
|                                            |                       |                                                            |                                                            |                                                            |                                                            |                                                            |                                                            |                                                            |                                                            |                                                            |                                                            |                                                            |                                                            |                                                            |  |  |  |

1. 1 2 3  blocul electoral ACUM în alegerile din 2019.
2. ↑  PDA 2.4%
3. ↑  PDA 2.4%
4. ↑  PDA 1.1%
5. ↑  PUN 1.5%
6. ↑  21,8 pentru PAS, 8,2 pentru PPDA și 2,7 pentru ACUM.

### Sondaje after-poll
| Realizatorul sondajului | Perioada desfășurării  | Eșantion |                    |                        |       |        |      | Partidul Șor |     |     | Alte partide | Avantaj | Au refuzat să răspundă | Marjă de eroare |     |     |     |     |      |       |        |
| Realizatorul sondajului | Perioada desfășurării  | Eșantion |                    |                        |       | Patria |      | Partidul Șor |     |     | Alte partide | Avantaj | Au refuzat să răspundă | Marjă de eroare |     |     |     |     |      |       |        |
| ----------------------- | ---------------------- | -------- | ------------------ | ---------------------- | ----- | ------ | ---- | ------------ | --- | --- | ------------ | ------- | ---------------------- | --------------- | --- | --- | --- | --- | ---- | ----- | ------ |
| Realizatorul sondajului | Perioada desfășurării  | Eșantion | CBS-AXA / IPN-EEfD | 11 iulie 2021 (ora 21) | 2.764 | 24.0   | 24.0 | 55.1         | 1.8 | 1.1 | Alte partide | Avantaj | Au refuzat să răspundă | Marjă de eroare | 8.1 | 4.4 | 4.4 | 5.4 | 31.1 | 32,3% | ± 2,6% |
| CBS-AXA / IPN-EEfD      | 11 iulie 2021 (ora 22) | 3.337    | 23.1               | 23.1                   | 55.8  | 1.9    | 1.1  | 8.1          | 4.5 | 4.5 | 5.5          | 32.7    | N/A                    | N/A             |     |     |     |     |      |       |        |

## Rezultate

### Rezultate generale

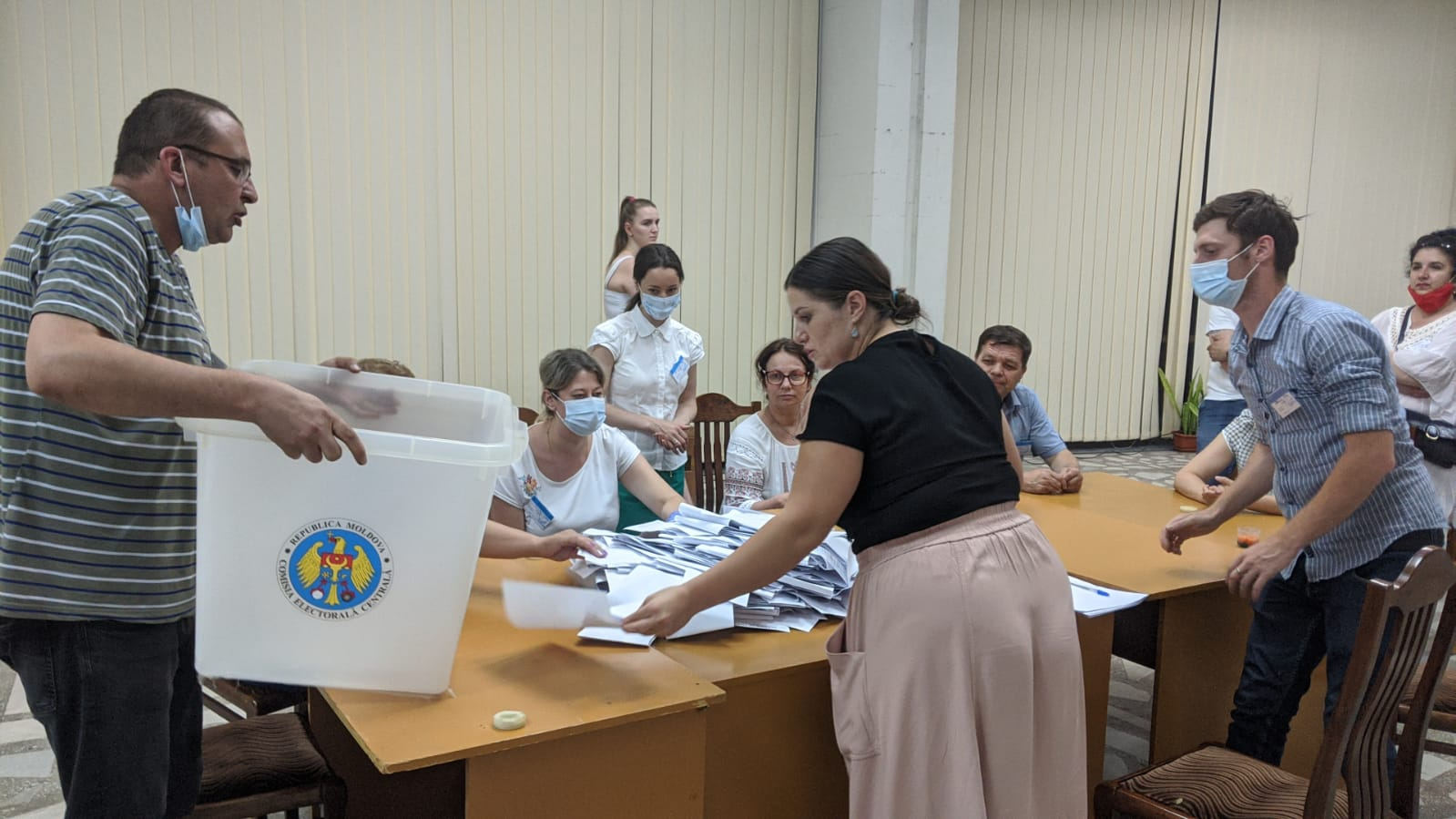
Închiderea unei secții de votare din Chișinău, desigilarea urnei de vot și începerea procesului de numărare

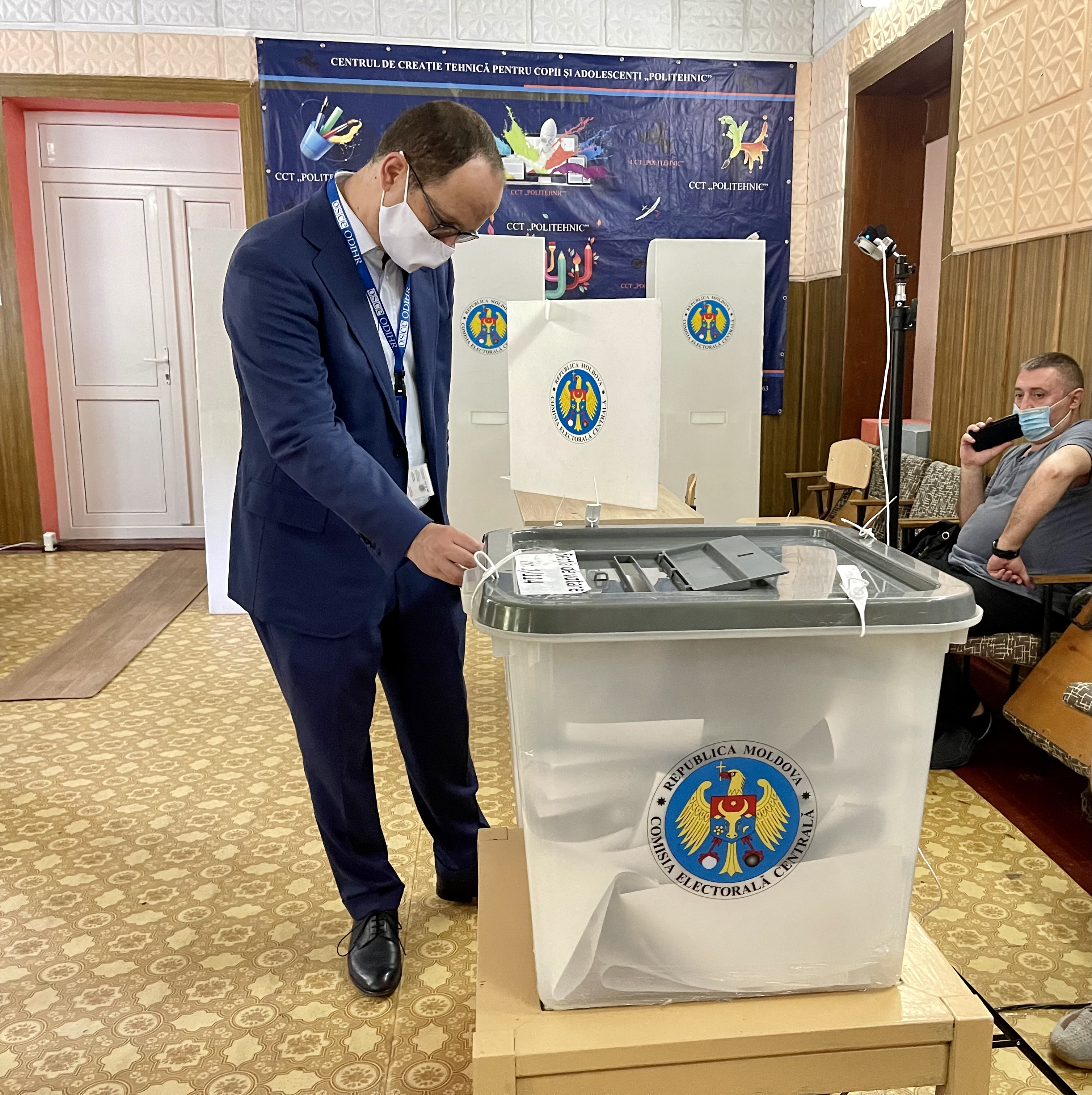
Coordonatorul extraordinar al OSCE Ditmir Bushati observând respectarea procesului electoral în Chișinău

| Partid / Alianță electorală                                  | Partid / Alianță electorală                       | Voturi    | %      | Locuri | +/- |
| ------------------------------------------------------------ | ------------------------------------------------- | --------- | ------ | ------ | --- |
|                                                              | Partidul Acțiune și Solidaritate                  | 774,753   | 52.80  | 63     | +48 |
|                                                              | Blocul electoral al Comuniștilor și Socialiștilor | 398,675   | 27.17  | 32     | –5  |
|                                                              | Partidul Șor                                      | 84,187    | 5.74   | 6      | –10 |
|                                                              | Blocul electoral „Renato Usatîi”                  | 60,100    | 4.10   | 0      | 0   |
|                                                              | Platforma Demnitate și Adevăr                     | 34,184    | 2.33   | 0      | –12 |
|                                                              | Partidul Democrat din Moldova                     | 26,545    | 1.81   | 0      | –10 |
|                                                              | Partidul Democrația Acasă                         | 21,257    | 1.45   | 0      | 0   |
|                                                              | Partidul Acasă Construim Europa                   | 18,781    | 1.28   | 0      | 0   |
|                                                              | Partidul Acțiune Comune – Congresul Civic         | 11,269    | 0.77   | 0      | 0   |
|                                                              | Partidul Alianța pentru Unirea Românilor          | 7,216     | 0.49   | 0      | 0   |
|                                                              | Partidul Unității Naționale                       | 6,646     | 0.45   | 0      | –1  |
|                                                              | Partidul Dezvoltării și Consolidării Moldovei     | 6,315     | 0.43   | 0      | 0   |
|                                                              | Mișcarea Politică „Speranța-Nadejda”              | 2,814     | 0.19   | 0      | 0   |
|                                                              | Candidat independent – Veaceslav Valico           | 2,514     | 0.17   | 0      | 0   |
|                                                              | Partidul Schimbării                               | 2,452     | 0.17   | 0      | 0   |
|                                                              | Partidul Puterea Oamenilor                        | 1,613     | 0.11   | 0      | 0   |
|                                                              | Partidul Oamenilor Muncii                         | 1,467     | 0.10   | 0      | 0   |
|                                                              | Partidul Legii și Dreptății                       | 1,444     | 0.10   | 0      | 0   |
|                                                              | Partidul NOI                                      | 1,431     | 0.10   | 0      | 0   |
|                                                              | Partidul Regiunilor                               | 1,264     | 0.09   | 0      | –1  |
|                                                              | Partidul Verde Ecologist                          | 1,202     | 0.08   | 0      | 0   |
|                                                              | Partidul Patrioții Moldovei                       | 892       | 0.06   | 0      | 0   |
|                                                              | Partidul Noua Opțiune Istorică                    | 197       | 0.01   | 0      | 0   |
| Voturi valide                                                | Voturi valide                                     | 1,467,216 | 99.07  | -      | -   |
| Voturi invalide/albe                                         | Voturi invalide/albe                              | 13,749    | 0.93   | -      | -   |
| Total                                                        | Total                                             | 1,480,965 | 100.00 | 101    | 0   |
| Votanți înregistrați/prezența                                | Votanți înregistrați/prezența                     | 3,052,603 | 48,51  | -      | -   |
| Sursa: CEC Arhivat în 12 iulie 2021, la Wayback Machine. CEC |                                                   |           |        |        |     |

### Rezultate pe unități administrativ-teritoriale
| Unitate Teritorială                                      | Prezență | PAS    | BeCS   | PPȘOR  | BeRU   |
| -------------------------------------------------------- | -------- | ------ | ------ | ------ | ------ |
| Municipiul Bălți                                         | 42,82%   | 27,34% | 40,17% | 3,89%  | 22,69% |
| Municipiul Chișinău                                      | 48,02%   | 56,77% | 28,40% | 3,63%  | 2,36%  |
| ↳ Sectorul Botanica                                      | 46,38%   | 48,52% | 36,25% | 4,53%  | 2,40%  |
| ↳ Sectorul Buiucani                                      | 49,10%   | 57,00% | 28,20% | 3,42%  | 2,39%  |
| ↳ Sectorul Centru                                        | 51,54%   | 56,51% | 27,78% | 3,25%  | 2,76%  |
| ↳ Sectorul Ciocana                                       | 46,28%   | 59,36% | 27,36% | 3,39%  | 1,94%  |
| ↳ Sectorul Rîșcani                                       | 48,03%   | 51,49% | 33,28% | 3,99%  | 2,43%  |
| ↳ Suburbia Municipiului Chișinău                         | 48,23%   | 68,49% | 16,86% | 2,94%  | 2,29%  |
| Anenii Noi                                               | 42,72%   | 50,17% | 29,51% | 5,67%  | 2,59%  |
| Basarabeasca                                             | 37,22%   | 40,76% | 35,31% | 7,57%  | 4,73%  |
| Briceni                                                  | 41,27%   | 25,49% | 50,77% | 8,82%  | 5,95%  |
| Cahul                                                    | 39,75%   | 53,55% | 29,63% | 4,15%  | 2,65%  |
| Cantemir                                                 | 37,67%   | 55,83% | 22,12% | 5,01%  | 3,90%  |
| Călărași                                                 | 42,51%   | 60,76% | 19,10% | 4,89%  | 1,47%  |
| Căușeni                                                  | 42,38%   | 52,99% | 26,52% | 5,18%  | 1,74%  |
| Cimișlia                                                 | 39,57%   | 56,19% | 24,59% | 4,22%  | 1,70%  |
| Criuleni                                                 | 48,75%   | 65,86% | 15,63% | 6,46%  | 1,51%  |
| Dondușeni                                                | 48,23%   | 25,90% | 50,70% | 7,59%  | 6,95%  |
| Drochia                                                  | 42,27%   | 39,02% | 34,88% | 7,52%  | 9,93%  |
| Dubăsari                                                 | 43,94%   | 45,16% | 33,08% | 7,42%  | 2,32%  |
| Edineț                                                   | 44,18%   | 29,20% | 47,11% | 7,94%  | 5,20%  |
| Fălești                                                  | 43,64%   | 36,53% | 31,77% | 6,41%  | 15,15% |
| Florești                                                 | 43,55%   | 41,07% | 35,09% | 8,72%  | 5,94%  |
| Glodeni                                                  | 42,55%   | 33,08% | 34,02% | 7,85%  | 10,39% |
| Hîncești                                                 | 39,92%   | 63,87% | 16,90% | 3,09%  | 1,93%  |
| Ialoveni                                                 | 47,65%   | 71,80% | 10,05% | 2,58%  | 2,57%  |
| Leova                                                    | 40,88%   | 54,26% | 24,76% | 5,06%  | 4,39%  |
| Nisporeni                                                | 40,64%   | 65,96% | 14,49% | 3,22%  | 2,26%  |
| Ocnița                                                   | 48,74%   | 19,17% | 59,55% | 8,22%  | 3,83%  |
| Orhei                                                    | 46,92%   | 46,70% | 8,97%  | 36,98% | 1,06%  |
| Rezina                                                   | 47,27%   | 48,66% | 26,27% | 11,23% | 2,55%  |
| Rîșcani                                                  | 46,15%   | 32,01% | 41,67% | 5,28%  | 8,86%  |
| Sîngerei                                                 | 41,40%   | 46,15% | 28,89% | 7,98%  | 8,60%  |
| Soroca                                                   | 45,18%   | 40,03% | 38,64% | 6,05%  | 3,51%  |
| Strășeni                                                 | 44,09%   | 67,55% | 15,48% | 3,03%  | 1,90%  |
| Șoldănești                                               | 45,73%   | 40,64% | 28,79% | 10,43% | 3,21%  |
| Ștefan Vodă                                              | 41,65%   | 54,11% | 25,09% | 3,89%  | 2,32%  |
| Taraclia                                                 | 42,41%   | 6,52%  | 58,05% | 28,24% | 1,24%  |
| Telenești                                                | 44,42%   | 59,59% | 13,01% | 9,34%  | 1,22%  |
| Ungheni                                                  | 43,64%   | 50,80% | 28,92% | 4,53%  | 3,42%  |
| UTA Găgăuzia                                             | 36,95%   | 4,14%  | 80,75% | 3,15%  | 3,15%  |
| UTA Stânga Nistrului                                     | 100,00%  | 13,59% | 62,21% | 6,25%  | 1,82%  |
| Voturi din străinătate                                   | 99,99%   | 86,23% | 2,47%  | 0,59%  | 2,78%  |
| Total                                                    | 52,30%   | 52,80% | 27,17% | 5,74%  | 4,10%  |
| Sursă: CEC Arhivat în 12 iulie 2021, la Wayback Machine. |          |        |        |        |        |

Harta prezenței la vot pe raion
Rezultatele pentru Partidul Acțiune și Solidaritate pe raion:      80–90%     70–80%     60–70%     50–60%     40–50%     30–40%     20–30%     10–20%     0–10%
Rezultatele pentru Blocul electoral al Comuniștilor și Socialiștilor pe raion:      80–90%     60–70%     50–60%     40–50%     30–40%     20–30%     10–20%     0–10%
Rezultatele pentru Partidul Politic ”ȘOR” pe raion:      30–40%     20–30%     10–20%     0–10%

### Prezența la vot
| #                 | Alegeri parlamentare, 2021 | Alegeri prezidențiale, 2020 (I) | Alegeri parlamentare, 2019 |
| ----------------- | -------------------------- | ------------------------------- | -------------------------- |
| 09:30             | 8,8%                       | 5,5% (+3,3%)                    | 5,9% (+2,9%)               |
| 12:30             | 23,7%                      | 19,6% (+4,1%)                   | 24,0% (-0,3%)              |
| 15:30             | 33,2%                      | 33,0% (+0,2%)                   | 37,4% (-1,2%)              |
| 18:30             | 41,9%                      | 42,5% (-0,6%)                   | 45,7% (-3,8%)              |
| 21:00             | 48,1%                      | 45,6% (+2,5%)                   | 49,1% (-1%)                |
| Total             | 52,3%                      | 48,5% (+3,8%)                   | 50,6% (+1,7%)              |
| Sursă: alegeri.md |                            |                                 |                            |

Un sondaj BOP publicat pe 5 iulie 2021 a arătat faptul că peste 67% din respondenți sunt absoluți siguri că vor merge la urne, iar 14% sunt destul de siguri, în timp ce 5% din respondenți au declarat că nu se vor prezenta la urne în data de 11 iulie 2021.

## Controverse
Gheorghe Cavcaliuc, liderul partidului PACE, anunțase pe 20 mai că oferă termen de 72 de ore unui candidat care ocupă numărul 8 pe lista unui partid deja înscris în alegeri să se retragă, anunțând că acesta a fost prins în data de 19 decembrie 2016 cu droguri la vamă. Ulterior, Nata Albot, candidată a PAS pe poziția a opta în circumscripția națională, a recunoscut la 48 de ore că a fost prinsă 0,78 grame de marijuana pe Aeroportul Internațional Chișinău după ce un astfel de pachet a ajuns din greșeală în buzunarul ei. Totodată, aceasta s-a retras din cursa electorală.
Partidul Noua Opțiune Istorică, devenit ulterior Partidul Alternativă și Șanse, a solicitat CEC să schimbe sigla partidului conform cu cea nouă, extrem de similară cu cea a Partidului Acțiune și Solidaritate. Similiaritatea siglelor a determinat CEC să refuze noua siglă, în timp ce Partidul Noua Opțiune Istorică a fost nevoit să candideze în alegeri fără siglă.
Renato Usatîi, liderul blocului electoral cu același nume și al Partidului Nostru, a declarat vineri, 2 iulie, că sondajul BOP a fost manipulat personal de Arcadie Barbăroșie, directorul executiv al Institutului de Politici Publice, blocul electoral „Renato Usatîi” având un scor de 4,6%, însă în realitate fiind de 8,6%. Usatîi a acuzat IPP că rezultatele Platformei DA și Democrația Acasă au fost de asemenea micșorate comparativ cu realitatea, iar PAS a crescut cu 4% în sondaj, comparativ cu răspunsurile reale ale respondenților. În data de 5 iulie, sondajul BOP a fost prezentat, iar într-adevăr, blocul electoral „Renato Usatîi” a avut un scor de 4,6% în rândul respondenților (deciși și indeciși), iar din rândul celor deciși, blocul a acumulat 5,9%.

## Finanțarea scrutinului
Costurile privind finanțarea scrutinului au fost subiect de dispută între forțele politice încă dinainte de dizolvarea Parlamentului. Într-o întâlnire cu Maia Sandu, reprezentanții CEC au aproximat prețul alegerilor parlamentare anticipate la 125 de milioane de lei moldovenești (MDL), ceea ce reprezintă mult mai puțin față de alegerile prezidențiale din 2020, dar mai mult față de alegerile parlamentare din 2019.

## Urmări

### Reacții internaționale
România: Președintele Camerei Deputaților, liderul PNL, Ludovic Orban a salutat victoria forțelor pro-europene și a catalogat decizia alegerilor parlamentare anticipate, drept una corectă. Ulterior, Klaus Iohannis, președintele României, a venit cu felicitări adresate cetățenilor Republicii Moldova pentru spiritul civic și opțiunea clară pentru reforme.
 Ucraina: Președintele Ucrainei, Vladimir Zelenski, a felicitat-o personal pe Maia Sandu și a catalogat victoria Partidului Acțiune și Solidaritate (PAS) drept un pas important al Republicii Moldova spre realizarea reformelor și a aspirațiilor europene.

### Reacții interne
Igor Dodon, președintele PSRM, a anunțat că blocul PSRM-PCRM va intra în opoziție, adăugând că va fi sancționat orice abuz al noii guvernări. La declarațiile din seara alegerilor, de după ora 21, Dodon a lăsat de înțeles că nu va recunoaște rezultatul alegerilor și că urmează să fie organizate proteste.
Zinaida Greceanîi, președintele Parlamentului de legislatură a X-a, a declarat că mulțumește deputaților din legisltura anterioară pentru activitatea depusă, cât și angajaților Parlamentului. Totodată, a îndemnat noii deputați să asculte de oameni și să se ridice la înălțimea așteptărilor lor.
Renato Usatîi, primarul de Bălți, a fost tare nemulțumit de rezultatele alegerilor, în special la Bălți, fieful său electoral. După ce a fost depășit și de BECS și PAS, Renato Usatîi și-a anunțat demisia din funcția de primar, declarând că "dacă bălțenii vor politicieni și nu gospodari, atunci să voteze politicieni". De asemenea, a anunțat că este dispus să părăsească șefia partidului.
Andrei Năstase, alături de întreaga conducere a Platformei DA, și-a anunțat demisia de la șefia PPDA, urmând ca un congres extraordinar să aibă loc în 5 septembrie anul curent.

### Analiză politică
Pentru prima dată din aprilie 2009, un partid (în situația dată PAS) obține majoritatea parlamentară. De altfel, PAS a obținut cel mai mare scor electoral înregistrat vreodată de un partid în Republica Moldova, raportat la numărul de votanți prezentați la vot - 52,80% din sufragiile valabil exprimate. Fostul partener din blocul electoral ACUM, Platforma DA, a ieșit din Parlament, deoarece nu a depășit pragul electoral de 5%. Partidul Comuniștilor a revenit în Parlament, după 2 ani în opoziție extraparlamentară, însă a obținut doar 10 mandate pe lista comună cu PSRM. Partidul Democrat din Moldova, cea mai mare forță politică în 2017-2018, controlată de oligarhul Vladimir Plahotniuc, nu a mai acumulat numărul de voturi necesare pentru depășirea pragului electoral. De asemenea, nici partidul Pro Moldova, desprins din PDM, nu a reușit să mai intre în Parlament. 